# Баннлевел (Північна Кароліна)
Баннлевел (англ. Bunnlevel) — переписна місцевість (CDP) в США, в окрузі Гарнетт штату Північна Кароліна. Населення — 516 осіб (2020).

## Географія
Баннлевел розташований за координатами 35°18′23″ пн. ш. 78°45′33″ зх. д. / 35.30639° пн. ш. 78.75917° зх. д. (35.306495, -78.759068).  За даними Бюро перепису населення США в 2010 році переписна місцевість мала площу 19,66 км², з яких 19,58 км² — суходіл та 0,09 км² — водойми.

## Демографія
Згідно з переписом 2010 року, у переписній місцевості мешкали 552 особи в 219 домогосподарствах у складі 149 родин. Густота населення становила 28 осіб/км².  Було 244 помешкання (12/км²).
Расовий склад населення:
| - 50,4 % — білих - 40,9 % — чорних або афроамериканців - 2,2 % — корінних американців - 0,2 % — вихідців з тихоокеанських островів - 2,0 % — осіб інших рас |

До двох чи більше рас належало 4,3 %. Частка іспаномовних становила 3,3 % від усіх жителів.
За віковим діапазоном населення розподілялося таким чином: 23,0 % — особи молодші 18 років, 62,3 % — особи у віці 18—64 років, 14,7 % — особи у віці 65 років та старші. Медіана віку мешканця становила 42,0 року. На 100 осіб жіночої статі у переписній місцевості припадало 95,1 чоловіків;  на 100 жінок у віці від 18 років та старших — 95,0 чоловіків також старших 18 років.
Середній дохід на одне домашнє господарство  становив 61 588 доларів США (медіана — 45 000), а середній дохід на одну сім'ю — 65 561 долар (медіана — 50 938). За межею бідності перебувало 14,2 % осіб, у тому числі 20,1 % дітей у віці до 18 років та 12,7 % осіб у віці 65 років та старших.
Цивільне працевлаштоване населення становило 349 осіб. Основні галузі зайнятості: виробництво — 22,6 %, роздрібна торгівля — 17,8 %, освіта, охорона здоров'я та соціальна допомога — 16,6 %.